# 東讃交通
東讃交通株式会社（とうさんこうつう）は、香川県高松市に本社があるタクシー会社。

## 各営業所
- 本社・通町営業所
  - 住所：760-0046　香川県高松市通町6番地2
- 朝日町営業所
  - 住所：760-0065　香川県高松市朝日町五丁目4番25号
- 丸亀営業所
  - 住所：763-0083　香川県丸亀市土器町北二丁目105番地2

## 関連会社
- 東交バス
- 東交自動車
- 白鳥自動車学校